# Microsoft Trident
Trident (також відомий як MSHTML) — браузерний рушій для Microsoft Internet Explorer. Вперше Trident був реалізований в четвертій версії Internet Explorer (жовтень 1997 року), і відтоді піддавався постійним поліпшенням і переробкам.
Trident був розроблений як програмний компонент, що дозволяв розробникам програмного забезпечення легко додавати можливість перегляду вебсторінок в їхні власні застосунки. Він використовує технологію COM (компонентну модель об'єктів) для перегляду і правки вебсторінок в будь-якому оточенні, що підтримує інтерфейс цієї моделі, — наприклад, в C++ або .NET. Відповідний елемент управління може бути доданий, скажімо, в програму, написану на C++, — і Trident використовуватиметься для доступу до заздалегідь заданій вебсторінці, для читання або зміни інформації, що перебуває на ній. Події елементу управління перехоплюватимуться і передаватимуться в основну програму. Функції ядра Trident стануть доступні при додаванні бібліотеки mshtml.dll до програмного проекту.
Окрім Tridentа, Microsoft також використовує ядро Tasman, вживане у версії Internet Explorer для операційної системи Mac OS X. Ядро Tasman має покращену (порівняно з Trident) підтримку стандартів. Незважаючи, що розробка Internet Explorer для Mac OS була припинена, розвиток ядра Tasman продовжується: найсвіжіша версія ядра була представлена в офісному пакеті Microsoft Office 2004 для Mac OS.

## Версії ядра
- Trident (IE 4).
- Trident II (IE 5) (покращувана підтримка Css1.0, зміни в обробці Css2)
- Trident III (IE 5.5) (виправлені помилки в обробці CSS)
- Trident IV (IE 6) (виправлена бокс-модель, доданий режим «Quirks Mode» для поліпшення сумісності із старими браузерамі і підтримку перемикання DTD)
- Trident V (IE 7) (виправлені помилки в обробці CSS і додана підтримка каналу прозорості для файлів PNG)
- Trident VI (IE 8) (покращена підтримка CSS і Javascript, завдяки чому браузер на даному рушію може пройти тест Acid2)
- Trident VII (IE 11)